# Mario Porto
Mario Porto (Catania, 28 febbraio 1959) è un ex cestista e dirigente sportivo italiano.

## Carriera
Cestista di ruolo centro, nei campionati professionistici ha militato nella Virtus Bologna, nella Viola Reggio Calabria e nella Dinamo Basket Sassari.
Dalla stagione 2009-10 ricopre il ruolo di dirigente accompagnatore della Viola Reggio Calabria.